# استرپتوکوک پروریس
استرپتوکوک پروریس، گونه‌ای آلفا همولیتیک از استرپتوکوک‌های گروه میتیس است که به شکل فلور نرمال بر روی سطح دندان‌ها و حلق انسان زندگی می‌کند. تعیین توالی ژن 16S rRNA نشان داد که این باکتری متعلق به گروه میتیس است اما گونه‌ای مجزا محسوب می‌شود.